# Закути
Закути — потік в Україні у Стрийському районі Львівської області. Ліва притока річки Лавочанки (басейн Дністра).

## Опис
Довжина потоку 2,77 км, найкоротша відстань між витоком і гирлом — 2,65  км, коефіцієнт звивистості річки — 1,05 . Формується багатьма безіменними струмками.

## Розташування
Бере початок на північно-східних схилах гори Рагоща (871,1 м). Тече переважно на південний схід через північно-східну частину села Лавочне і впадає у річку Лавочанку, ліву притоку річки Опору.